# Синельниківська вулиця
Синельниківська вулиця — вулиця в Корольовському районі міста Житомир.
Історичний антропонім, пов'язаний з іменем волинського губернатора, нащадка давнього українського козацького роду (від якого пішла назва міста і району Дніпропетровської області), ініціатора забудови Михайлівської вулиці та спорудження міського театру в Житомирі — Миколи Синельникова.

## Характеристики

### Розташування
Знаходиться в центральній частині міста. Бере початок від Старого бульвару і прямує на південний схід, паралельно до вулиці Фещенка-Чопівського. Завершується глухим кутом. Довжина вулиці — 350 метрів.

### Забудова
Забудова вулиці садибна житлова та громадська. Наявна нова багатоповерхова житлова забудова.
Пам'ятки архітектури та історії
- Будинок № 12 — будинок Маріїнського дитячого притулку, 1899-1900 рр. побудови.
- Будинок № 6 — житловий будинок побудови кінця ХІХ століття, в якому жив Тутковський П.А.[6]

## Історія

### Історія назви
Попередні назви — Садова вулиця, Синельниківська вулиця (1878—1929), вулиця Дитячої Комуни.
Відповідно до розпорядження Житомирського міського голови від 19 лютого 2016 року № 112 «Про перейменування топонімічних об'єктів та демонтаж пам'ятних знаків у м. Житомирі», перейменована на вулицю Синельниківську.

### Історія формування вулиці
Вулиця виникла у другій половині ХІХ століття згідно з генеральними планами міста середини ХІХ століття на вільній від забудови місцевості, відомій як Дівоче Поле, що до 1863 року належала жіночому католицькому монастиреві сестер-милосердя (шаріток). 
Вулиця та її забудова сформувалися до кінця ХІХ століття.